# Vala (Carolíngio)
Vala ou Valacão (em latim: Valacho), nascido cerca de 772 e morto na abadia de Bobbio a 31 de agosto de 836, foi um clérigo, membro da família dos Carolíngios, primo de carlos magno. Era filho do conde Bernardo (filho de Carlos Martel), e de sua segunda esposa, uma Saxã, cuja história não reteve o nome (pode ser Gundelindis de Autun); é meio-irmão de Adelardo de Corbie.

## Biografia
Ele parece ter feito parte da revolta de Pepino, o Corcunda em 791, é exilado, mas voltou em graça logo após.
O seu papel torna-se significativo após a coroação imperial (800): como general, ele derrotou várias vezes os Saxões, e derrotou uma frota muçulmana em 812; como administrador, ele é nomeado conde palatino da Saxónia, de seguida, na Itália em 812, com seu meio-irmão Adelardo de Corbie, regente do reino em nome de Pepino da Itália.
Por volta de 814/815, após a morte de Carlos Magno, fez-se monge, a menos que não tenha sido forçado. O novo imperador Luís, o Piedoso, o exila com o seu irmão Adalardo no mosteiro fundado por São Filiberto em Noirmoutier. De volta em graça para com o imperador em 821, ele torna-se conselheiro do coimperador Lotário, e posiciona-se como líder da oposição · . Em 822, com seu irmão Adalardo, ele fundou o mosteiro de Corvey · 
 (Corbeia nova: nova Corbie) não muito longe de Höxter no Weser.
Em maio ou junho de 824, esteve em Roma onde ajudou o Papa Eugênio II a ser eleito. No início do ano de 826, aos 61 anos, com a morte de seu irmão, ele substituiu-o como abade de Corbie. Líder da oposição ao imperador Louis, ele participa nas lutas políticas que levam à deposição do imperador (830). Ele é rapidamente restabelecido e Vala deve novamente exilar-se. Em 836, ele seguiu Lotário para a Itália e ele vê-se confinado ao mosteiro de Bobbio, onde morreu pouco depois de sua chegada, no dia 31 de agosto, · . Paschase Radbert escreveu com simpatia a vida de Vala, no seu Epitaphium Arsenii, curioso escrito relativo ao tempo de elogio, biografia, hagiografia, e o panfleto (contra Judite e Bernardo de Septimânia).

## Casamento e filhos
Ele se casou com sua prima Crotelinda (Rodelinda, Rolanda), filha de Guilherme I de Tolosa e neta por sua mãe de Carlos Martel. Este não é claramente indicado por fontes contemporâneas, mas Pascásio Radberto, o biógrafo e confidente de Vala, afirma que « Vala desposa a irmã de um tirano em função em Espanha, filha de duque da mais alta nobreza, mais jovem uma geração e com um irmão cego. Os historiadores concordam em ver neste tirano o duque Bernardo de Septimânia, irmão de Hériberto (cegos em 834) e filho de Guiherme de Gellone. Este Bernardo tinha três irmãs conhecidas: Helmburgis, que morreu jovem, antes de 804; Gerberga, executado em Chalon em 834; e Crotelinda · .
Deste casamento terá provavelmente nascido Bertruda, relatada (« Bertrut, filha de conde Vala) na necrologia de Saint-Germain-des-Prés, para os lados de Crotelinda.